# Echiurus antarcticus
Echiurus antarcticus är en djurart som tillhör fylumet skedmaskar, och som beskrevs av Spengel, J.W. 1912. Echiurus antarcticus ingår i släktet Echiurus och familjen Echiuridae.
Artens utbredningsområde är Södra Ishavet. Inga underarter finns listade i Catalogue of Life.